# Bucha (bei Naumburg)
Bucha (bei Naumburg) este o comună din landul Saxonia-Anhalt, Germania.
1. ↑  GeoNames